# Theodorus Schrevelius (1572-1649)
Theodorus Schrevelius (Haarlem, 25 juli 1572 - Leiden, omstreeks 2 december 1649), een latinisering van de naam Dirk Schrevel, was een humanist, schrijver en dichter.

## Leven en werk
Schrevelius werd op 28 januari 1591 student aan de universiteit van Leiden. Hij werd in 1597 conrector van de Latijnse school in Haarlem. In 1609 werd hij daar als rector ingehuldigd, maar in 1620 vanwege zijn Remonstrantse gevoelens ontslagen. Tussen 1625 en 1642 was hij rector van de Latijnse school in Leiden aan de Lokhorststraat, waar ook Rembrandt van Rijn leerling was. Hij was gehuwd met Maria van Teilingen (1570-1652). Op hun huwelijk (25 juli 1599) is een gedicht geschreven door Karel van Mander, een van de oudst bekende Nederlandstalige huwelijksgedichten. Ter gelegenheid van hun zilveren huwelijk in 1624 schilderde Pieter de Grebber een gezinsportret, dat te zien is in het Museum Willet-Holthuysen in Amsterdam.
Hun oudere zoon mr. Augustinus Schrevelius (geb. 1605) werd advocaat voor het Hof van Holland, zijn jongere broer Cornelius (1608-1664), filoloog, volgde hem op als rector van de Latijnse school.
Algemeen wordt zijn beschrijving van Haarlem als zijn beste werk beschouwd. Het kwam in 1647 uit in het Latijn, Harlemum, en in 1648 in het Nederlands, Harlemias. In dit werk gaat hij onder meer in op de manier van schilderen van Frans Hals, die hem en zijn vrouw portretteerde. Bijzonder is de laatste alinea van de Nederlandse versie van 1648 die het boek nog meer tot een persoonlijk document maakt.
" En tot besluit van dit werk, 't is ook wat wonders, dat de Autheur, die gebooren is een weinig tyds voor 't beleg, 't welk geschied isin den jaare 1572, onder 't beleid van den Hertog van Alva, niet lang na de eerste beginzelen van de Oorlog, onder welke ik door Gods genade in goede gezondheid en voorspoed geleeft em beleeft hebbe, dat de lang gewenschte Vrede op den 5den van Juny alhier en elders met alle solemniteiten gepubliceert is. Waar de Koningk van Spanje op de Conqueste by de Hoog Mogende Heeren Staaten dezer Vereeningde Nederlanden gedaan, renutieerende alle pretensie op de voornoemde Landen, voor hem en zyne Erfgenaamen. God geve, dat 't zelve mag onverbroken blyven, gedyen tot grootmaakinge van zyne Heilige Naam, en tot zaligheid van alle vredelievende Christenen ! Amen, 't zy zo."
Tot zijn overige werk behoort een vertaling van Ovidius' Tristia in het Nederlands (Tristium, 1612).
Verder zou Schrevelius over De gruwelijke pest te Leiden in 1635 en het Beleg van 's-Hertogenbosch hebben geschreven. Een uitgebreide biografie schreef H. van de Venne (2009) in zijn boek over het album amicorum van Schrevelius. 
Naar deze geleerde is de Schreveliusstraat in Haarlem vernoemd. Het Familiemuseum in Eijsden is in 2022 gestart met een Schrevelius-project, het samenstellen van een zo volledig mogelijk parenteel van het echtpaar Schrevelius-van Teijlingen.

## Externe links

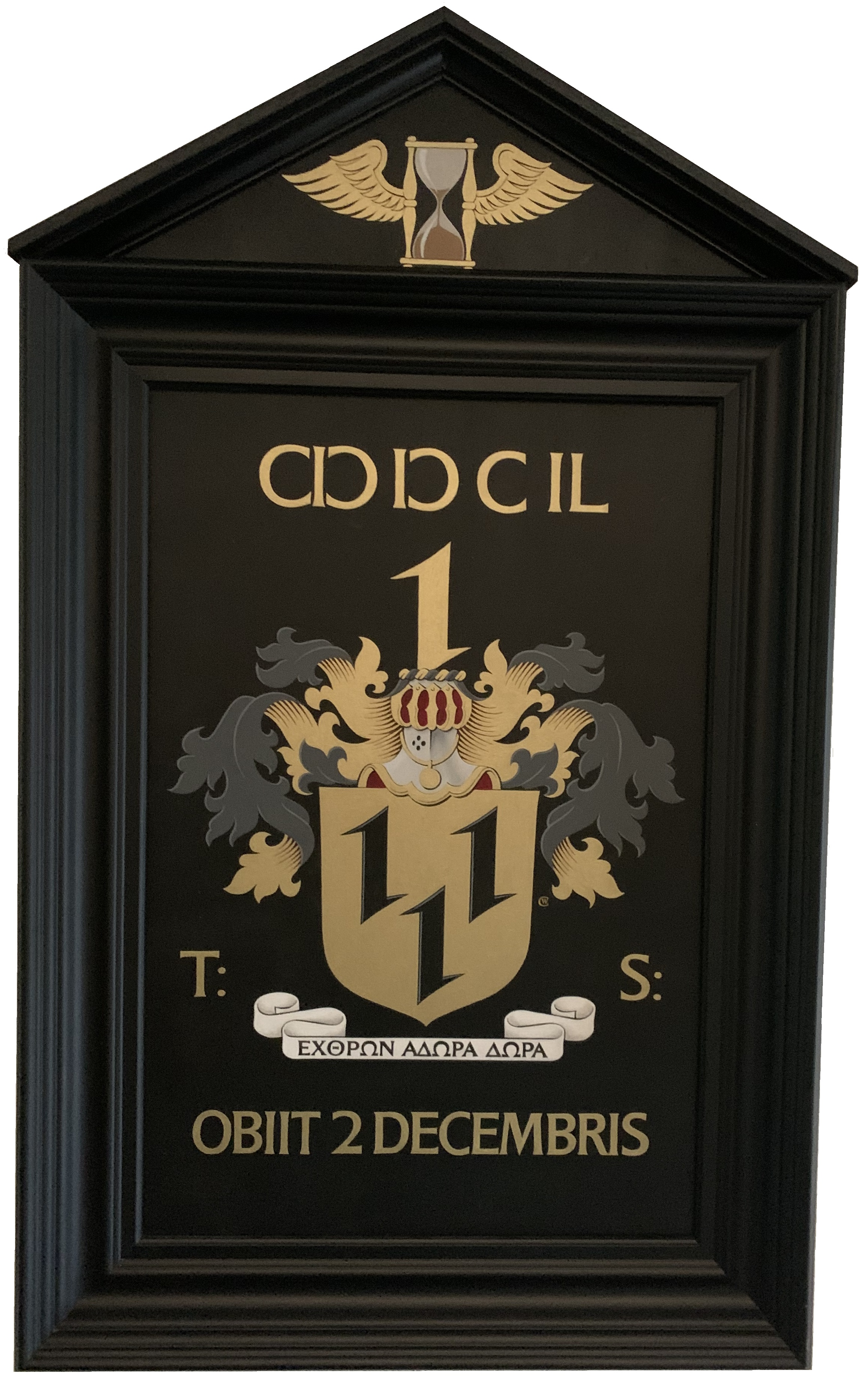
Rouw-/Gedenkbord Th. Schrevelius t.g.v. de 450ste geboortedag door W. Coolen.